# عدنان حبال
عدنان حبال (1937-2013) فنان سوري ممثل وكاتب وباحث ولد في حي الميدان الدمشقي وانضم لنقابة الفنانين عام1971، ويعتبر من جيل المؤسسين للسينما والتلفزيون السوري، وهو متزوج وله أربعة أولاد.
نال دبلوم في الأدب الألماني والعلوم الدرامية وأصدر كتاب «المخدوعة» ترجمة عن اللغة الألمانية للكاتب توماس مان كما اتبع دورة في الإخراج التلفزيوني وكتابة السيناريو وإعداد برامج الأطفال في مركز التدريب الإذاعي والتلفزيوني.

## أعماله

### في المسرح
حفلة سمر من أجل 5 حزيران، زنوبيا، لولا النساء، لا تسامحونا، طرة ونقش، حبس الأحلام

### في الإذاعة
لديه العديد من الأعمال الإذاعية أهمها الوصية، الأرنب، المجنون.

### في السينما
شارك في العديد من الأفلام أهمها أحلام المدينة، التقرير، الحدود، أمطار صيفية، وقائع العام المقبل، حبيبتي ياحب التوت
في التلفزيون زقاق المايلة، يا أصحاب البيت، أبو الخيل، الأمانة والحب، أمنيات صغيرة، رحلة إلى الغد، شعاع الأمل، الدروب الضيقة،قانون الغاب, رجل الساعة، البخلاء، أبجد هوز، اللصوص، مقامات بديع الزمان الهمذاني وأعمال كثيرة أخرى.

### في التلفزيون
كما عمل أيضاً في التأليف ومن أعماله التي كتبها للتلفزيون رجل الساعة، زقاق المايلة، يا أصحاب البيت، أبو الخيل، اللصوص، البحث عن الذهب، الأمانة والحب، ألعاب نارية.

## وفاته
توفي في دمشق في 16 مارس عام 2013 ودفن فيها

## وصلات خارجية
- عدنان حبال على موقع أرشيف الشارخ.
- عدنان حبال على قاعدة بيانات الأفلام العربية